# الأشخاص المصابون بأمراض عقلية في سجون الولايات المتحدة وحبوسها
يوجد تمثيل كبير للأشخاص المصابين بأمراض عقلية في سجون وحُبوس الولايات المتحدة بالنسبة لعامة السكان. هناك ثلاثة أضعاف الأشخاص المصابين بأمراض عقلية خطيرة في السجون والحبوس مقارنة بالمستشفيات في الولايات المتحدة. السبب الدقيق لهذا التمثيل الزائد مُتنازَع عليه من قبل العلماء. وتشمل الأسباب المقترحة عدم إدخال الأشخاص المصابين بأمراض عقلية إلى المؤسسات في منتصف القرن العشرين؛ عدم كفاية موارد علاج الصحة العقلية المجتمعية؛ وتجريم المرض العقلي نفسه. غالبية السجون في الولايات المتحدة توظّف أطباء نفسيين وأخصائيّي علم نفس. في حين أن الكثير من الأبحاث تدّعي أن الجناة المصابين بأمراض عقلية لديهم معدلات مماثلة للنكس مقارنة بالجناة غير المصابين بأمراض عقلية، تدعي الأبحاث الأخرى أن الجناة المصابين بأمراض عقلية لديهم معدلات نكس أعلى. يدخل الأشخاص المصابون بأمراض عقلية الحبس الانفرادي بمعدلات غير متكافئة وهم أكثر عرضة لآثارها النفسية الضارة. لدى 25 ولاية قوانين تتناول الاعتقال الطارئ للمرضى المصابين بأمراض عقلية داخل الحبوس، وأيّدت المحكمة العليا في الولايات المتحدة حق السجناء في الحصول على علاج الصحة العقلية.

## الانتشار
هناك إجماع علمي واسع على أن الأفراد المصابين بأمراض عقلية يُمثّلون بشكل مفرط في سجون وحبوس الولايات المتحدة. في دراسة عام 2010 بعنوان «يوجد المزيد من المصابين بأمراض عقلية في السجون والحبوس مقارنة بالمستشفيات: دراسة استقصائية للولايات»، استنتج الباحثون أنّه اعتمادًا على الإحصائيات من المصادر بما في ذلك مكتب إحصاءات العدل وقسم الخدمات الصحية والإنسانية للولايات المتحدة، يوجد حالياً ثلاثة أضعاف المصابين بأمراض عقلية خطيرة في السجون والحبوس مقارنة بالمستشفيات في الولايات المتحدة، بما يقارب نسبة عشرة إلى واحد في ولاية أريزونا ونيفادا. يُقصد بـ«المرض العقلي الخطير» هنا بالفصام أو الاضطراب الثنائي القطب أو الاكتئاب الشديد. علاوة على ذلك، وجدوا أن 16 في المئة من نزلاء السجون والحبوس في الولايات المتحدة يعانون من مرض عقلي خطير (مقابل 6.4 في المئة في عام 1983)، على الرغم من أن هذه الإحصائية لا تعكس الاختلافات بين الولايات الفردية. على سبيل المثال، في نورث داكوتا، وجدوا أن الشخص المصاب بمرض عقلي خطير من المرجح أن تتساوى نسبة تواجده في السجن أو الحبس ووجوده في المستشفى، بينما في الولايات مثل أريزونا ونيفادا وتكساس، يكون الخلل أكثر حدة. أشاروا إلى أن دراسة استقصائية أُجريت عام 1991 من قبل الاتحاد الوطني للأمراض العقلية توصلت لنتيجة أن السجن و/ أو الحبس هي جزء من حياة أربعين بالمئة من المصابين بأمراض عقلية.
أشارت دراسة بحثية معزولة بعنوان «انتشار الأمراض العقلية بين السجناء في ولاية ريفية» إلى أن الإحصاءات الوطنية مثل تلك التي سبق ذكرها تجمع البيانات في المقام الأول من السجون والحبوس الحضرية. من أجل التحقيق في الاختلافات المحتملة في المناطق الريفية، أجرى الباحثون مقابلات مع عينة عشوائية من السجناء في كل من السجون والحبوس في ولاية ريفية شمال شرق البلاد. ووجدوا أنه في هذا المحيط الريفي، كان هناك القليل من الأدلة على ارتفاع معدلات الأمراض العقلية داخل السجون، «مما يشير إلى أن تجريم المرض العقلي قد لا يكون بارزًا في المناطق الريفية مثل المناطق الحضرية». ومع ذلك، عُثر على معدلات عالية من الأمراض العقلية الخطيرة بين السجناء في المناطق الريفية.
استخدم تقرير صادر عام 2017 عن مكتب إحصاءات العدل بيانات ذاتية التعبئة من قبل السجناء في دراسة استقصائية لتقييم مدى انتشار مشاكل الصحة العقلية بين السجناء والمحبوسين. وجدوا أن 14% من السجناء و25% من المحبوسين عانوا مسبقًا من اضطراب نفسي خطير لمدة 30 يومًا، مقارنة بـ 5% من عامة الناس. بالإضافة إلى ذلك، 37% من السجناء و44% من المحبوسين لديهم سوابق لمشاكل في الصحة العقلية.
في عام 2015، ادعى المحامي والناشط برايان ستيفنسون في كتابه «جاست ميرسي» أن أكثر من 50% من السجناء في السجون والحبوس في الولايات المتحدة شُخِّصوا بمرض عقلي وأن واحدًا من بين كل خمسة محبوسين يعاني من مرض عقلي خطير. فيما يتعلق بنوع الجنس والعمر والديموغرافيا العرقية للمجرمين المصابين بأمراض عقلية، وجد تقرير مكتب إحصاءات العدل لعام 2017 أن السجينات، مقارنة بالسجناء الذكور، لديهن معدلات أعلى للاضطرابات النفسية الخطيرة بشكل واضح إحصائيًا (20.5% من السجينات و32.3% من المحبوسات يعانين من ضائقة نفسية خطيرة، مقابل 14% من السجناء الذكور و25.5% من المحبوسين الذكور) وسوابق وجود مشاكل في الصحة العقلية (65.8% من السجينات و67.9% من المحبوسات الإناث مقارنة بـ 34.8% من السجناء الذكور و40.8% من المحبوسين الذكور). لوحظت اختلافات هامة بين الأعراق أيضًا. كان السجناء البيض والمحبوسين أكثر عرضة من غيرهم من السجناء السود أو ذوي الأصول الهسبانية إلى وجود مشاكل نفسية خطيرة أو وجود سوابق لمشاكل في الصحة العقلية. على سبيل المثال، في السجون المحلية، يعاني 31% من المحبوسين البيض مقارنةً بـ 22.3% من المحبوسين السود و23.2% من المحبوسين ذوي الأصول الإسبانية من اضطرابات نفسية خطيرة. أخيرًا، فيما يتعلق بالعمر، لم تكن هناك اختلافات مهمة إحصائيًا تقريبًا بين الفئات العمرية والنسبة المئوية للأشخاص الذين يعانون من اضطرابات نفسية خطيرة أو سوابق لمشاكل في الصحة العقلية.

## رعاية الصحة العقلية في السجون والحبوس
يفيد علماء النفس أن واحداً من بين كل ثمانية سجناء كانوا يتلقون بعض خدمات العلاج أو الاستشارات في مجال الصحة العقلية بحلول منتصف العام في عام 2000. يُفحص المحبوسون عمومًا عند القبول واعتمادًا على شدة المرض العقلي يوضعون إما في السجن العام أو في مرافِق مخصصة. يمكن للسجناء الإبلاغ ذاتيًا عن مرض عقلي إذا شعروا أن ذلك ضروري. في منتصف عام 2000، أبلغ السجناء في دراسة أن سجون الدولة تحتوي على 191,000 سجين من المرضى العقليين. وجدت دراسة استقصائية أجريت عام 2011 على 230 مقدّم خدمات صحة عقلية إصلاحية من 165 منشأة إصلاحية في الدولة أن 83% من المنشآت لديها أخصائي علم نفس واحد على الأقل و81% لديها طبيب نفسي واحد على الأقل. وجدت الدراسة أيضًا أن 52% من المجرمين المصابين بأمراض عقلية تلقوا خدمات طوعية للصحة العقلية، وأن 24% أحالهم موظفون، و11% أجبرتهم المحكمة بتلقي الخدمات. على الرغم من أن 64% من مقدمي خدمات الصحة العقلية أفادوا بأنهم مدعومون من إدارة السجون و71% منهم شاركوا في استمرارية الرعاية بعد الإفراج عن السجناء، ذكر 65% أنهم غير راضين عن التمويل. أفاد 16% فقط من المشاركين بتلقيهم تدريبًا مهنيًا، وأشار الباحثون إلى أنه على الرغم من أن نظرية الخطر/الحاجة/الاستجابة أظهرت أنها تقلل من خطر النكس (أو ارتكاب جريمة أخرى بعد تحرير السجناء)، فمن غير المعروف ما إذا دُمِجت هذه النظرية ضمن خدمات الصحة العقلية في السجون والحبوس. أشار مقال للباحث تيري إيه. كوبرز عام 2005 إلى أن السجناء الذكور لا يبلغون كثيرًا عن المشكلات النفسية ولا يطلبون المساعدة حتى حدوث أزمة، وأن السجن يعزز بيئة من الذكورة السامة، مما يزيد من مقاومة العلاج النفسي. أشار تقرير صادر عن مكتب إحصاءات العدالة لعام 2017 إلى أن 54.3% من السجناء و35% من المحبوسين الذين عانوا مسبقًا من اضطرابات نفسية خطيرة لمدة ثلاثين يومًا تلقوا علاجًا للصحة العقلية منذ دخولهم إلى المنشأة الحالية؛ قال 63% من السجناء و44.5% من المحبوسين ممن لديهم سوابق لمشاكل في الصحة العقلية إنهم تلقوا علاجًا نفسيًا منذ دخولهم المستشفى.
أخيرًا، يشير كتاب «تجريم المصابين بأمراض عقلية خطيرة: إساءة معاملة السجون كمستشفيات نفسية» إلى أن 20% من السجون لا تملك موارد للصحة العقلية. بالإضافة إلى ذلك، من غير المرجح أن تحصل الحبوس الصغيرة على موارد للصحة العقلية، ومن المرجح أن تحتجز الأفراد المصابين بأمراض عقلية دون توجيه تهم إليهم. من الأرجح أن تحصل الحبوس في المناطق الأكثر ثراءً على موارد الصحة العقلية، كما أن الحبوس التي تتمتع بفرص أكبر للوصول إلى موارد الصحة العقلية تتعرض بشكل أقل لرفض العلاج الدوائي.